# Yurtsa
Yurtsa va ser una ciutat-estat cananea situada probablement al sud de Canaan, a Gaza, entre Gezer i Muhatzu.
Es menciona a les Cartes d'Amarna i alguns autors la identifiquen amb Tell Jemmeh. Se'n coneix un rei o governant, de nom Pu-Ba'lu, que va escriure tres cartes al faraó, conegudes pels estudiosos com EA 314-316.
Les cartes conegudes de Pu-Ba'lu al faraó són:
- EA 314—Títol: "Un enviament de vidre"
- EA 315—Títol: "Com un comandament del Sol"
- EA 316—Títol: "Postdata a l'escriba reial"